# 3442 Yashin
A 3442 Yashin (ideiglenes jelöléssel 1978 TO7) a Naprendszer kisbolygóövében található aszteroida. Ljudmila Vasziljevna Zsuravljova fedezte fel 1978. október 2-án.